# All the Things She Said
"All the Things She Said" là một bài hát của bộ đôi người Nga t.A.T.u. nằm trong album phòng thu tiếng Anh đầu tay của họ, 200 km/h in the Wrong Lane (2002). Nó được phát hành vào ngày 12 tháng 8 năm 2002 như là đĩa đơn đầu tiên trích từ album bởi Universal Music Group và Interscope Records. Bài hát được đồng viết lời bởi Sergio Galoyan, Trevor Horn, Martin Kierszenbaum, Elena Kiper, Valeriy Polienko và John-Paul Mason, trong khi phần sản xuất được đảm nhiệm bởi Horn. Đây là phiên bản làm lại từ đĩa đơn năm 2000 của họ "Ya Soshla S Uma" (Kirin: Я сошла с ума; tạm dịch: "I've Lost My Mind") và nằm trong phòng thu tiếng Nga đầu tay của họ, 200 По Встречной (2001). Mặc dù câu chuyện ban đầu của nó được dựa trên một giấc mơ của thành viên Elena Kiper trong một cuộc hẹn với nha sĩ, quản lý của nhóm Ivan Shapovalov đã đề xuất chủ đề đồng tính nữ cho cả hai phiên bản này, với nội dung lời bài hát đề cập đến việc hai cô gái phát triển tình cảm với nhau.
Sau khi phát hành, "All the Things She Said" nhận được những phản ứng trái chiều từ các nhà phê bình âm nhạc, trong đó họ đánh giá cao nội dung lời bài hát và quá trình sản xuất nó, nhưng cũng có nhiều ý kiến cho rằng việc đề cập đồng tính nữ chỉ là một chiêu trò thu hút khán giả. Tuy nhiên, bài hát đã gặt hái những thành công vượt trội về mặt thương mại với việc đứng đầu các bảng xếp hạng ở hơn 19 quốc gia trên thế giới, bao gồm nhiều thị trường lớn như Úc, Áo, Đan Mạch, Đức, Ireland, Ý, New Zealand, Tây Ban Nha, Thụy Sĩ và Vương quốc Anh, và lọt vào top 10 ở hầu hết những quốc gia nó xuất hiện, bao gồm vươn đến top 5 ở Bỉ, Canada, Phần Lan, Pháp, Hà Lan, Na Uy và Thụy Điển. Tại Hoa Kỳ, "All the Things She Said" đạt vị trí thứ 20 trên bảng xếp hạng Billboard Hot 100, trở thành đĩa đơn đầu tiên và duy nhất của nhóm lọt vào bảng xếp hạng cũng như là đĩa đơn có thứ hạng cao nhất của một nghệ sĩ Nga trong lịch sử.
Video ca nhạc cho "All the Things She Said" được đạo diễn bởi Ivan Shapovalov, trong đó t.A.T.u. hóa thân thành những nữ sinh trung học và cố gắng vượt qua một hàng rào và trốn thoát. Nó đã ngay lập tức gây ra nhiều tranh cãi ở một số quốc gia bởi việc khai thác chủ đề liên quan đến chủ nghĩa đồng tính tuổi vị thành niên, và lọt vào danh sách những video gây tranh cãi nhất mọi thời đại bởi nhiều ấn phẩm âm nhạc. Một số tổ chức ra sức phản đối video và mong muốn nó bị cấm phát sóng, trong khi một số kênh truyền hình âm nhạc đã biên tập lại video bằng việc cắt bỏ cảnh có các cô gái hôn nhau. Để quảng bá bài hát, bộ đôi đã trình diễn nó trên nhiều chương trình truyền hình và lễ trao giải lớn, bao gồm CD:UK, Jimmy Kimmel Live!, The Tonight Show with Jay Leno, Top of the Pops, Wetten, dass..?, giải Âm nhạc châu Âu của MTV năm 2002 và giải Điện ảnh của MTV năm 2003. Được ghi nhận là bài hát trứ danh trong sự nghiệp của nhóm, "All the Things She Said" đã xuất hiện trong nhiều album tổng hợp của họ, như t.A.T.u. Remixes (2003) và The Best (2006).

## Danh sách bài hát
Đĩa CD tại châu Âu
1. "All The Things She Said" (bản radio) - 3:30
2. "Stars" - 4:06
3. "All The Things She Said" (Extension 119 Club Vocal phối) - 8:18
4. "Ya Soshla S Uma" - 3:32

Đĩa CD tại Anh quốc
1. "All The Things She Said" (bản radio) - 3:30
2. "All The Things She Said" (Extension 119 Club chỉnh sửa) - 5:16
3. "Stars" - 4:06
4. "All The Things She Said" (video ca nhạc) - 3:49

Đĩa CD tại Hoa Kỳ
1. "All The Things She Said" (bản radio) - 3:30
2. "All The Things She Said" (Extension 119 Club chỉnh sửa) - 5:16
3. "All The Things She Said" (video ca nhạc) - 3:49
4. "All The Things She Said" (hậu trường video ca nhạc với Julia & Lena) - 11:01

## Xếp hạng
| Bảng xếp hạng (2002-03)             | Vị trí cao nhất |
| ----------------------------------- | --------------- |
| Úc (ARIA)                           | 1               |
| Áo (Ö3 Austria Top 40)              | 1               |
| Bỉ (Ultratop 50 Flanders)           | 2               |
| Bỉ (Ultratop 50 Wallonia)           | 3               |
| Brazil (ABPD)                       | 7               |
| Canada (Canadian Singles Chart)     | 3               |
| Đan Mạch (Tracklisten)              | 1               |
| Châu Âu (European Hot 100 Singles)  | 1               |
| Phần Lan (Suomen virallinen lista)  | 3               |
| Pháp (SNEP)                         | 2               |
| Đức (Official German Charts)        | 1               |
| Hy Lạp (IFPI Greece)                | 3               |
| Hungary (Rádiós Top 40)             | 13              |
| Ireland (IRMA)                      | 1               |
| Ý (FIMI)                            | 1               |
| Hà Lan (Dutch Top 40)               | 2               |
| Hà Lan (Single Top 100)             | 2               |
| New Zealand (Recorded Music NZ)     | 1               |
| Na Uy (VG-lista)                    | 2               |
| Scotland (OCC)                      | 1               |
| Tây Ban Nha (PROMUSICAE)            | 1               |
| Thụy Điển (Sverigetopplistan)       | 2               |
| Thụy Sĩ (Schweizer Hitparade)       | 1               |
| Anh Quốc (OCC)                      | 1               |
| Hoa Kỳ Billboard Hot 100            | 20              |
| Hoa Kỳ Dance Club Songs (Billboard) | 5               |
| Hoa Kỳ Pop Airplay (Billboard)      | 8               |
| Hoa Kỳ Rhythmic (Billboard)         | 26              |

| Bảng xếp hạng (2002)                 | Vị trí |
| ------------------------------------ | ------ |
| Belgium (Ultratop 50 Flanders)       | 19     |
| Belgium (Ultratop 40 Wallonia)       | 23     |
| Finland (Suomen virallinen lista)    | 4      |
| France (SNEP)                        | 94     |
| Italy (FIMI)                         | 7      |
| Netherlands (Dutch Top 40)           | 24     |
| Netherlands (Single Top 100)         | 21     |
| Norway Autumn Period (VG-lista)      | 2      |
| Sweden (Sverigetopplistan)           | 5      |
| Bảng xếp hạng (2003)                 | Vị trí |
| Australia (ARIA)                     | 14     |
| Austria (Ö3 Austria Top 75)          | 4      |
| Belgium (Ultratop 40 Wallonia)       | 41     |
| Denmark (Tracklisten)                | 5      |
| Europe (European Hot 100 Singles)    | 3      |
| France (SNEP)                        | 16     |
| Germany (Official German Charts)     | 5      |
| Ireland (IRMA)                       | 9      |
| Japan (Tokyo Hot 100)                | 2      |
| New Zealand (Recorded Music NZ)      | 20     |
| Sweden (Sverigetopplistan)           | 59     |
| Switzerland (Schweizer Hitparade)    | 21     |
| UK Singles (Official Charts Company) | 6      |
| US Hot Singles Sales (Billboard)     | 41     |

| Bảng xếp hạng (2000-09)          | Vị trí |
| -------------------------------- | ------ |
| Germany (Official German Charts) | 57     |

## Chứng nhận
| Quốc gia                                                                           | Chứng nhận  | Số đơn vị/doanh số chứng nhận |
| ---------------------------------------------------------------------------------- | ----------- | ----------------------------- |
| Úc (ARIA)                                                                          | Bạch kim    | 70.000^                       |
| Áo (IFPI Áo)                                                                       | Vàng        | 15,000*                       |
| Bỉ (BEA)                                                                           | Bạch kim    | 50.000*                       |
| Đan Mạch (IFPI Đan Mạch)                                                           | Vàng        | 4.000^                        |
| Pháp (SNEP)                                                                        | Vàng        | 413,900                       |
| Đức (BVMI)                                                                         | Bạch kim    | 500.000‡                      |
| Hy Lạp (IFPI Hy Lạp)                                                               | Vàng        | 7,500^                        |
| New Zealand (RMNZ)                                                                 | Vàng        | 5.000*                        |
| Na Uy (IFPI)                                                                       | 2× Bạch kim | 0*                            |
| Thụy Điển (GLF)                                                                    | Bạch kim    | 30.000^                       |
| Thụy Sĩ (IFPI)                                                                     | Bạch kim    | 40.000^                       |
| Anh Quốc (BPI)                                                                     | Vàng        | 529,000                       |
| Hoa Kỳ (RIAA)                                                                      | —           | 415,000                       |
| * Chứng nhận dựa theo doanh số tiêu thụ. ^ Chứng nhận dựa theo doanh số nhập hàng. |             |                               |